# Музей національного пробудження (Джакарта)
Музей національного пробудження (англ. Museum of National Awakening) — музей історії, який знаходиться в Джакарті, Індонезія. Музей присвячений історії національного відродження Індонезії.

## Історія

### Будівля
Будівля музею будувалася з 1899 по 1901. У березні 1902 було офіційне відкриття цієї будівлі під назвою STOVIA, колоніальна медична школа для яванського та інших корінних народів. Студенти були зобов'язані жити в гуртожитку до закінчення 10-ти річного навчання.
У 1920 році через збільшення кількості студентів, навчання стали проводити в новій будівлі, нині медичний факультет Університету Індонезії. Потім будинок було використано як школу MULO (еквівалент середньої школи), AMS (еквівалент старшої школи), і як школу помічників фармацевта.
Під час японської окупації будівля використовувалася для утримання голландських військовополонених. Після проголошення незалежності Індонезії, будівля використовувалася як пункт тимчасового проживання для KNIL (Королівська Голландська Ост-Індійська армія) та їх сімей.

### Музей
У зв'язку з тим, що будівлю було приурочено до народження Буді Утомо 20 травня 1908, чий день народження офіційно визнаний Днем Національного Пробудження з 1948 року, споруда була відновлена урядом Джакарти у квітні 1973 р. Будівля була офіційно названою будинком спадщини, президентом Сухарто 20 травня 1974 році під назвою Gedung Kebangkitan Nasional або «Будівля Національного Пробудження». Попередні мешканці були переміщені в область Сенкеренг.

Спочатку споруда була поділена на 4 музеї: Музей Буді Утомо; Музей Жінок; Музей Преси та Музей Здоров'я і Медицини. 7 лютого 1984 музеї були об'єднані в Музей Національного Пробудження.

## Колекція
У музеї зібрано 2 042 елементи, пов'язаних з Індонезійським національним пробудженням включаючи в себе оригінальні шкільні меблі, медичні інструменти, медичні костюми, зброю, фотографії, картини, скульптури, діорами, мініатюри, ескізи та карти.
Музей поділений на 4 тематичні виставкові зали: «Зал ранньої революції», «Зал національної самосвідомості», «Зал революції» і «Зал пам'яті Буді Утомо»